# Strelecká veža
Strelecká veža je izolovaná vyvýšenina uprostřed Velké Studené doliny. Je to věž dvou tváří – zdola působí mohutně, shora nenápadně. Podle geologů jde o tzv. nunatak – skalní útvar, který kdysi osaměle čněl z ledovce. Je často navštěvovaná, nabízí pěkný kruhový výhled. Název odkazuje na pytláky, resp. lovce kamzíků.

## Topografie
Na jih a na východ spadá strmými, horolezecky využívanými stěnami. Severním směrem přechází do sutinových plání Streleckých polí. Na východ od ní se v Strelecké kotlině nacházejí Strelecké plesa.

## Horolezectví
- 1951 Zimní prvovýstup levým žlabem jižní stěny A. Körtvélyessy a A. Puškáš, IV – V.
- 1958 Prvovýstup středem východní stěny V. Prošek a A. Puškáš, IV – V.
- 1974 Prvovýstup pilířem jižní stěny J. Bednár a L. Gancarčík, V A1 (dnes VI).

Jen Puškáš má ve stěnách 6 prvovýstupů. Věž je pěšky dostupná ze Streleckých polí neznačeným chodníčkem za 15 minut (není to však povoleno).

## Galerie

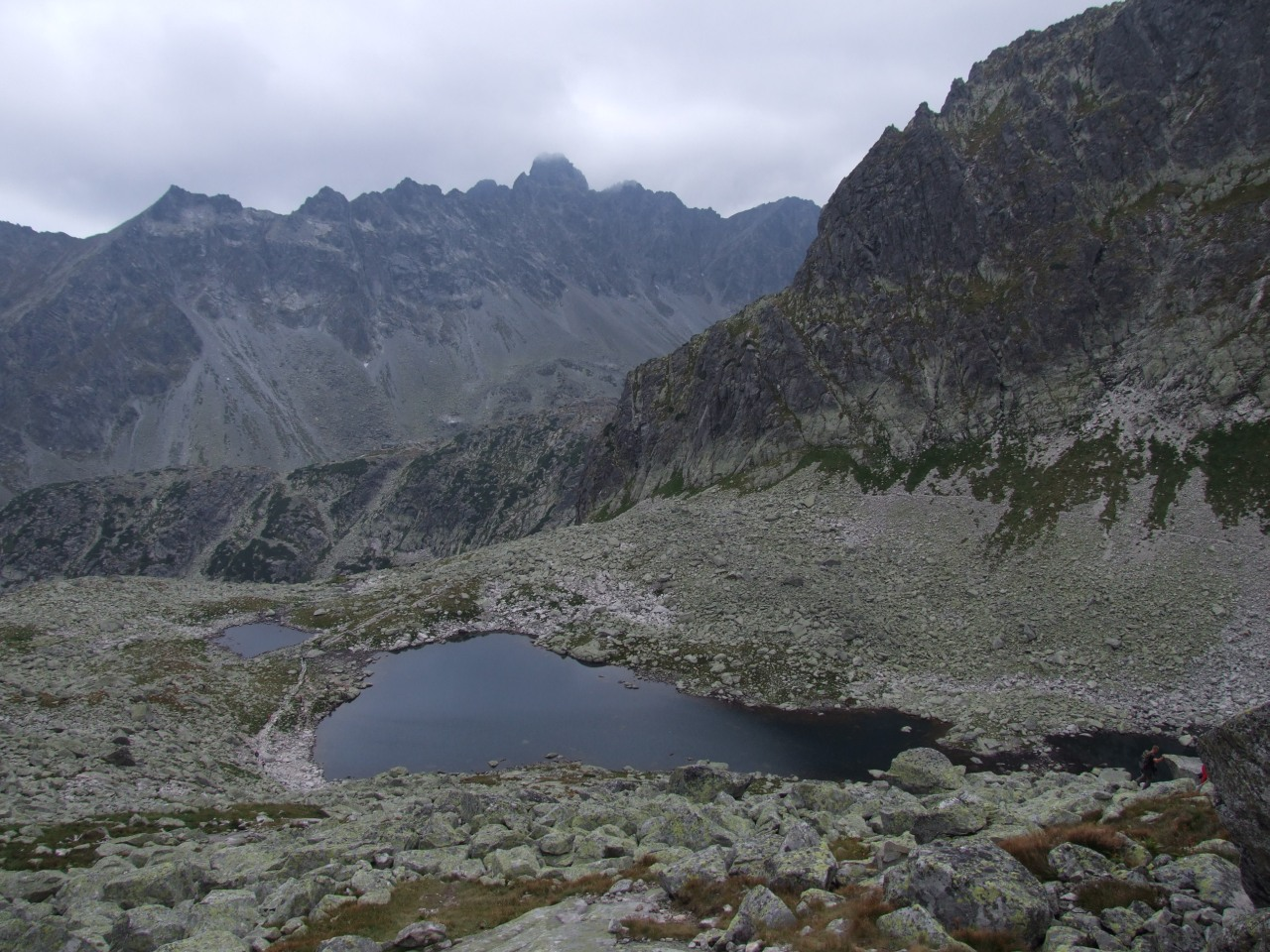
Bradavica, vpravo část stěny Strelecké veže nad streleckými plesy.
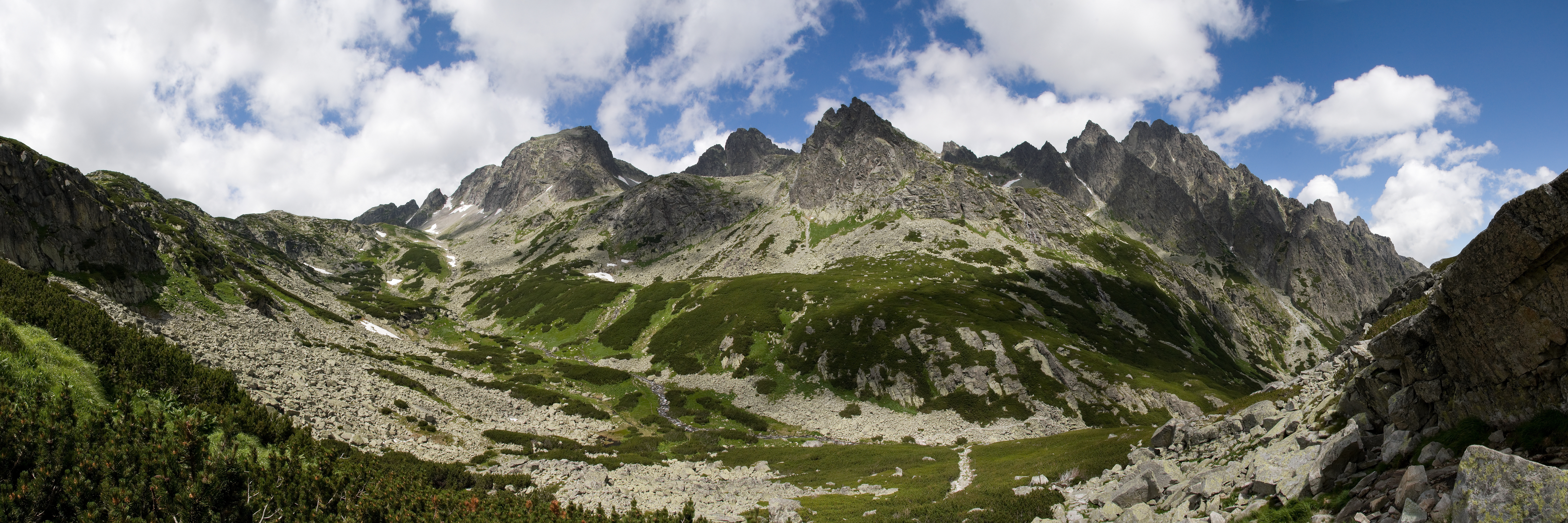
Uprostřed panoramatu Velké Studené doliny zdánlivě srovnatelná Strelecká veža.